# Ośrodek Studiów Amerykańskich Uniwersytetu Warszawskiego
Ośrodek Studiów Amerykańskich Uniwersytetu Warszawskiego (OSA UW) – interdyscyplinarna jednostka badawcza i dydaktyczna utworzona w 1976 roku. Od 2002 roku wchodzi w skład Instytutu Ameryk i Europy Uniwersytetu Warszawskiego. W 2017 roku w struktury OSA zostało włączone także Centrum Studiów Latynoamerykańskich (CESLA). OSA prowadzi studia amerykanistyczne I i II stopnia.

## Władze
- Dyrektor – dr hab. Paweł Frelik
- Kierownik ds. Toku Studiów – dr Małgorzata Gajda-Łaszewska

## Adres
al. Niepodległości 22, 02-653 Warszawa